# Дунајец
Дунајец (пољ. Dunajec) је река у Пољској. Дуга је 274 km. Улива се у Вислу. 